# Achim Stoia
Achim Stoia (n. 1910 Mohu, județul Sibiu, d. 1973, Iași) a fost un compozitor român.
Student la Conservatorul din București (1927-1931) și Paris (1934-1936).
Stabilit din 1943 la Iași, unde devine profesor de teorie-solfegii și armonie și mai târziu rector al Conservatorului.
Dirijor al Filarmonicii „Moldova” (1948-1961); între 1950-1959 director al acesteia.
Colaborator apropiat al lui Constantin Brăiloiu.

## Compoziții
- Șase coruri populare românești, 1947
- Zece colinde pentru cor mixt, 1937
- Trei cântece de nuntă, 1955
- Cinci cântece de dragoste, 1957
- Zece coruri pe melodii populare din Moldova, 1962
- Triptic coral, 1968 și lieduri (majoritatea pe versuri populare)
- Zece lieduri: Mama mea - 1931, Romanța - 1932, Cântec de leagăn - 1939, A venit un lup din crâng - 1960, Zăpada - 1969, Inscripție - 1969, Inscripție pe o ușe - 1969, Inscripție de bărbat - 1969, Trei fețe -  , Izvorul - 1969;
- Nouă cântece populare: Când treci, bade, pe la noi - 1931, Cine n-are dor pe vale - 1933, După nuntă - , Pe sub deal, pe sub pădure - 1947, Bine maică ți-a părut - , Mândruliță noapte bună - , Bîr oiță, bîr! - 1957, Unde mergeți negri nori? - ,Dorul de bădița - 1958;
- Introducere și Passacaglie, pentru pian solo;
- Allegro Scherzando, pentru vioară și pian;

### Lucrări simfonice
- Învârtită (1937)
- Coral variat (1947)
- Trei jocuri din Ardeal (1947)
- Suita În lumea copiilor (1950)
- Suita a Il-a simfonică (1952)
- Suita a III-a simfonică (1956)
- Suita a IV-a „Sibiana” (1956)
- Rapsodia I „Moldovenească” (1963)
- Suita a V-a „Mica suită“(1966)
- Suita a Vl-a „Ardelenească” (1967)

## Premii și distincții
- Premiul al Il-lea „George Enescu” (1938)
- Premiul de Stat (1952)
- Medalia „A cincea aniversare a Republicii Populare Române” (24 decembrie 1952) „pentru lupta și munca duse în vederea făuririi, consolidării și prosperării Republicii Populare Române”[1]
- Ordinul Muncii clasa a III-a (21 august 1954) „pentru merite deosebite pe tărîmul construcției de stat, economice, sociale și culturale, cu ocazia celei de a zecea aniversări a eliberării patriei noastre”[2]
- Ordinul „Steaua Republicii Populare Romîne” clasa a IV-a (10 august 1964) „pentru merite deosebite în opera de construire a socialismului, cu prilejul celei de a XX-a aniversări a eliberării patriei”[3]
- Ordinul „Meritul Cultural” clasa a III-a (26 septembrie 1966) „pentru merite deosebite în activitatea literară, artistică și de răspîndire a culturii naționale, cu prilejul Centenarului Academiei Republicii Socialiste România”[4]
- Ordinul „Steaua Republicii Socialiste România” clasa a III-a (20 aprilie 1971) „pentru merite deosebite în opera de construire a socialismului, cu prilejul aniversării a 50 de ani de la constituirea Partidului Comunist Român”[5]